# Lucius I
Lucius I, född i Rom, död 5 mars 254, var påve från den 25 juni år 253 till sin död år 254. Han vördas som helgon i Romersk-katolska kyrkan med minnesdag den 5 mars.

## Biografi
Lucius föddes i Rom ett okänt datum; inget är känt om hans familj förutom hans fars namn, Porphyrianus. Han valdes förmodligen den 25 juni 253, och dog den 5 mars 254. Hans påveval pågick under samma tid som rättegången som ledde till den förre påven Cornelius bannlysning.
Traditionen säger att Lucius dog martyrdöden under kejsar Valerianus förföljelse, men då det är historiskt belagt att den startade efter mars 254 verkar detta tveksamt.
Lucius gravsten står fortfarande i Sankt Calixtus katakomber, och hans reliker togs senare till Santa Cecilia in Trastevere. Hans huvud bevaras i Sankt Ansgars katolska domkyrka i Köpenhamn. Denna relik fördes till Roskilde omkring år 1100, efter att Sankt Lucius utsetts till Själlands skyddshelgon. Sankt Lucius huvud är en av de få reliker som överlevt Danmarks reformation.